# Teatar.hr Nagrada Publike
Teatar.hr Nagrada Publike godišnja je nagrada za postignuća u izvedbenim umjetnostima koju slijedom glasova svojih čitatelja dodjeljuje redakcija portala Teatar.hr. Nagrada je ustanovljena 2012. i dodjeljuje se jednom godišnje. Za nagradu konkuriraju predstave premijerno izvedene u razdoblju od 1. rujna prethodne do 31. kolovoza tekuće godine, kojima je producent ili jedan od koproducenta samostalni umjetnik ili pravni subjekt upisan u Očevidnik kazališta Ministarstva kulture, osim u slučajevima kad je riječ o plesnim skupinama i festivalima, koji u skladu sa ZOK-om ne moraju biti upisani u očevidnik. 

## Dosadašnje dodjele
- Teatar.hr Nagrada Publike 2012.
- Teatar.hr Nagrada Publike 2013.
- Teatar.hr Nagrada Publike 2014.
- Teatar.hr Nagrada Publike 2015.

## Vanjske poveznice
- Nagrada publike  Arhivirana inačica izvorne stranice od 6. studenoga 2012. (Wayback Machine)